# Epidendrum adenoglossum
Epidendrum adenoglossum är en orkidéart som beskrevs av John Lindley. Epidendrum adenoglossum ingår i släktet Epidendrum och familjen orkidéer.
Artens utbredningsområde är Peru. Inga underarter finns listade i Catalogue of Life.